# Quercus yiwuensis
Quercus yiwuensis är en bokväxtart som beskrevs av Yung Chun Hsu och H.Wei Jen. Quercus yiwuensis ingår i släktet ekar, och familjen bokväxter. Inga underarter finns listade i Catalogue of Life.